# ワローワ郡 (オレゴン州)
ワローワ郡（英: Wallowa County）は、アメリカ合衆国オレゴン州にある郡の一つ。オレゴン州東部8郡の一つ。『オレゴン・ジオグラフィック・ネームズ』によれば、郡名の由来は定かではないが、漁業で用いられる「梁」を意味するネズ・パース語から派生したとする説が有力と考えられている。他に、「回転する水」を意味するネズ・パース語から派生したとする説がある。ルイス・クラーク探検隊の日記では、ワローワ川の名を指してWil-le-wahと記録している。
2000年度国勢調査の時点におけるワローワ郡の人口は7,226人であった。郡庁所在地はエンタープライズである。

## 歴史

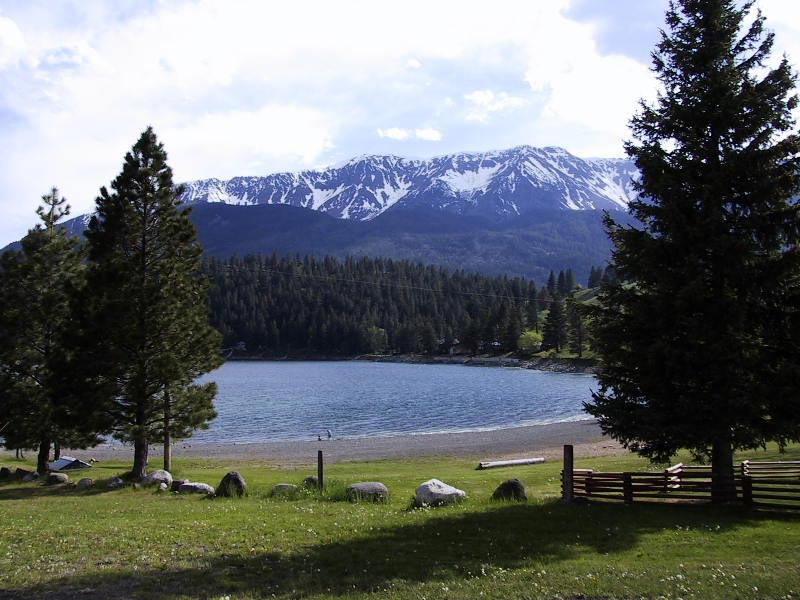
ワローワの山脈と湖

1871年、最初の白人開拓者たちがこの地に入植した。彼らはワローワ渓谷に家畜の飼料を求め、山々を越えて移住してきた。1887年2月11日、ユニオン郡の東部地域が分郡し、ワローワ郡が創設された。郡境界線の変更は1890年、1900年、1915年の3度に渡って行われた。
1877年、ネズ・パース人からワローワ渓谷の奪取を企む政府に腹を立てたネズ・パースの若きジョセフ酋長は、アイダホ州にある居留地への移住を拒否した。するとジョセフ首長を居留地へ強制移住させるべく、合衆国軍の一部の連隊が現地に派遣された。ジョセフ首長はいくつかの戦闘を交えた後、カナダの安全地帯を目指して約2000マイルの距離を進軍したが、カナダの国境まで40マイルというモンタナ州の土地で、降伏を余儀なくされた。ジョセフ首長を始めとする一隊の生存者達の一部はオクラホマ州で拘留を受け、その後、ワシントン州にあるコールビル居留地への強制移住を受けた。生存者のおよそ半分は、アイダホ州のネズ・パース居留地に移住した。
ワローワ郡では、オレゴン州で恐らく最悪となる対中国人暴力事件が発生したことがある。1887年5月、ある牛泥棒の集団がヘルズキャニオンにおいて34人の中国人金鉱労働者を殺害するという事件が起きた。事件には7人の牛泥棒と男子学生が加害者として関与したとされたが、実際にエンタープライズで裁判に立たされたのはその中の3人だけであった。陪審員団は1988年9月1日、3人を無罪であると評決した。この事件を忘れないようにと、被害者たちを公式地図上で追悼する提議があったが、2004年6月に却下された。却下の原因の一つに、現地の名家が加害者側と関係を持っていたことがあった。
夏季になるとワローワ郡に避暑に訪れていた過去の著名人に、連邦最高裁判所のウィリアム・O・ダグラス判事がいた。ダグラスは1939年、ロスティーン・リバー・ロード沿いに別荘を建てた。
2003年12月、あるデベロッパーが、ワローワ湖近郊の地所を購入し11件の住宅を建設する企画案を発表した。この地所は、上記の若きジョセフ首長の父である「旧きジョセフ首長」の墓所に隣接する場所にあった。この企画案は、ネズ・パース族、コールビル族、ユマティラ族などの地域団体からの反対を呼んだ。これより前に、国立公園局や公共地を守る会（Trust for Public Land）がこの土地を購入しようと計画したことがあるが、いずれも退けられている。2004年2月13日、郡委員会はデベロッパーに対し、この土地の最終的な街路図面を完成させることを条件付で承認したが、ネズ・パース族の弁護士は、同族はこの承認に反対しておりオレゴン州土地利用不服審査委員会に訴えるつもりであると述べた。

## 経済
ワローワ郡の主要経済は、農業、牧畜、材木、観光である。1985年、3つの青銅鋳物工場に加え、像制作を専門とした数々の企業がジョセフとエンタープライズに設立し、地域経済の安定化に貢献した。合衆国林野局は郡の56%を保有し、事実上郡内最大の地主となっている。

## 政治
オレゴン州東部にある他の郡と同様、ワローワ郡で政党に所属する登録有権者の過半数は共和党の党員である。2008年の大統領選挙において、ワローワ郡の投票者の63.52%が共和党のジョン・マケインに投票し、33.42%が民主党のバラク・オバマに投票し、3.06%が第三政党に投票したかwrite-in voterであった。2004年の大統領選挙では、69.3%がジョージ・W・ブッシュに投票し、28.1%がジョン・ケリーに投票し、2.6%が第三政党に投票したかwrite-in voterであった。

## 地理
ワローワ郡はオレゴン州の最も北東部に位置する。総面積は3,152平方マイル (8,160平方キロメートル)であり、その中の3,145平方マイル (8,150平方キロメートル)が陸地、0.20%に当たる6平方マイル (16平方キロメートル)が水面である。

### 地勢
ワローワ湖とワローワ山脈には多くの観光客が訪れる。ワローワ湖には自然に形成した氷河があり、大きな氷堆石によって固定されている。微気候は、周辺地域とは幾分の異なりがあり、夏季に涼しく避暑地となる。他の重要な地理的特徴に、グランドロンド川、ジョセフ・キャニオン、ヘルズ・キャニオン、ワローワ川などがある。

### 主要幹線道路
- オレゴン州道3号線
- オレゴン州道82号線

### 隣接郡
- ユマティラ郡 - 西
- ユニオン郡 - 西
- ベーカー郡 - 南
- アダムズ郡 - 南東
- アイダホ郡 - 東
- ネズパース郡 - 北東
- アソティン郡 - 北
- ガーフィールド郡 - 北
- コロンビア郡 - 北

### 国立保護地域
- ネズ・パース国立歴史公園 （一部）
- ユマティラ国有林 （一部）
- ワローワ＝ホイットマン国有林 （一部）

## 人口動態
以下は2000年国勢調査による人口統計データである。
| - 人口: 7,226人 - 世帯数: 3,029世帯 - 家族数: 2,083家族 - 人口密度: 1人/km2（2人/mi2） - 住居数: 3,900軒 - 住居密度: 0軒/km2（1軒/mi2） 人種別人口構成 - 白人: 96.50% - アフリカン・アメリカン: 0.03% - ネイティブ・アメリカン: 0.71% - アジア人: 0.24% - 太平洋諸島系: 0.04% - その他の人種: 0.95% - 混血: 1.54% - ヒスパニック・ラテン系: 1.73% 祖先構成 - ドイツ系: 21.8% - アメリカ系: 15.7% - イングランド系: 12.3% - アイルランド系: 11.8% 年齢別人口構成 - 18歳未満: 24.30% - 18-24歳: 4.90% - 25-44歳: 21.90% - 45-64歳: 30.00% - 65歳以上: 18.90% - 年齢の中央値: 44歳 - 性比（女性100人あたり男性の人口） - 総人口: 100.10 - 18歳以上: 96.10 | 世帯と家族（対世帯数） - 18歳未満の子供がいる: 28.50% - 結婚・同居している夫婦: 58.70% - 未婚・離婚・死別女性が世帯主: 6.90% - 非家族世帯: 31.20% - 単身世帯: 27.10% - 65歳以上の老人1人暮らし: 11.90% - 平均構成人数 - 世帯: 2.35人 - 家族: 2.85人 収入と家計 - 収入の中央値 - 世帯: 32,129米ドル - 家族: 38,682米ドル - 性別 - 男性: 28,202米ドル - 女性: 21,558米ドル - 人口1人あたり収入: 17,276米ドル - 貧困線以下 - 対人口: 14.00% - 対家族数: 9.80% - 18歳未満: 18.30% - 65歳以上: 11.40% |

## 都市と町
- エンタープライズ（郡庁所在地）
- ジョセフ
- ロスティーン
- ワローワ

### 非法人地域
| - バートレット - エデン - エバンズ - フローラ | - フルータ - グラウス - イムナハ - イムナハ・リバー・ウッズ・ディベロプメント | - ルイス - マックスビル - マイナム - パラダイス | - プロミス - トロイ - ツムワルト |

## 観光
エンタープライズには、現在も稼動している中ではオレゴン州で2番目に古い映画館がある。OKシアターというスクリーンを1つ持つ映画館で、1918年に創建されたが、同年に流行したスペインかぜの影響を受けて、実際に開館したのは1919年の春であった。